# Hiện tượng thoái hóa cột sống bẩm sinh

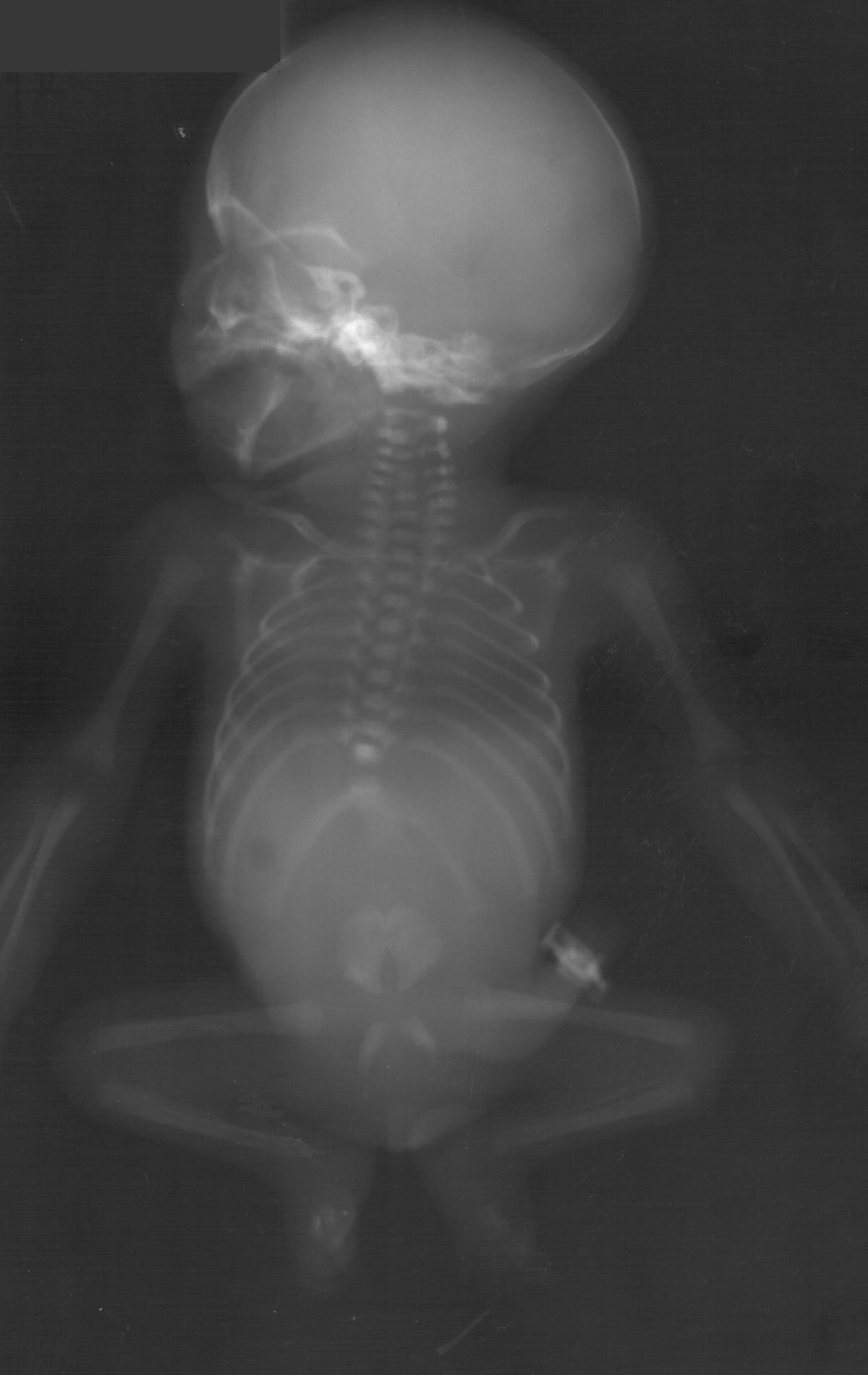

Hội chứng thoái hóa phần dưới (cột sống) hay Hiện tượng thoái hóa cột sống bẩm sinh (tiếng Anh: Caudal regression syndrome) là một hội chứng rối loạn hay bất thường bẩm sinh hiếm thấy khi có sự phát triển bất thường của cột sống (xương sống) của thai nhi.
Rối loạn này có thể dẫn đến một loạt các vấn đề y học khác nhau, từ thiếu một phần của vùng xương đuôi của cột sống cho đến nhiều trường hợp nghiêm trọng hơn liên quan đến biến đổi dị dạng của xương chậu và phần dưới cột sống, tủy sống. Một số trường hợp nhỏ mà không gây ra triệu chứng gì, trong khi các trường hợp nghiêm trọng hơn có thể đi kèm với khuyết tật (thiếu chân) hay tê liệt chân và bất thường bẩm sinh lớn, suy thần kinh và không có khả năng điều hóa hệ bài tiết hay tiểu tiện.
Có thể chẩn đoán bệnh từ phương pháp Chụp cộng hưởng từ và chụp cắt lớp quang tuyến (X-ray computed tomography).